# كأس بورتوريكو 2016
كأس بورتوريكو 2016 هو موسم من كأس بورتوريكو ‏. كان عدد الأندية المشاركة فيه 8، وفاز فيه Puerto Rico FC ‏.